# 21 Волос Вероники
21 Волос Вероники (лат. 21 Comae Berenices), UU Волос Вероники (лат. UU Comae Berenices), HD 108945 — двойная звезда в созвездии Волос Вероники на расстоянии приблизительно 272 световых лет (около 83,4 парсек) от Солнца. Видимая звёздная величина звезды — от +5,46m до +5,41m. Возраст звезды определён как около 560 млн лет.

## Характеристики
Первый компонент — белая вращающаяся переменная звезда типа Альфы² Гончих Псов (ACV), пульсирующая переменная звезда типа Дельты Щита (DSCTC) спектрального класса A3p, или A3IIIpSr, или A2p, или A2, или A3. Масса — около 2,38 солнечной, радиус — около 2,82 солнечного, светимость — около 36,5 солнечной. Эффективная температура — около 8430 K.
Второй компонент. Орбитальный период — около 18,813 суток.

## Планетная система
В 2019 году учёными, анализирующими данные проектов HIPPARCOS и Gaia, у звезды обнаружена планета HIP 61071 b.